# Pyranthus tullearensis
Pyranthus tullearensis är en ärtväxtart som först beskrevs av Henri Ernest Baillon, och fick sitt nu gällande namn av Du Puy och Jean-Noël Labat. Pyranthus tullearensis ingår i släktet Pyranthus och familjen ärtväxter.

## Underarter
Arten delas in i följande underarter:
- P. t. onilahensis
- P. t. tullearensis